# Mirko Štefković
Mirko Štefković, hrvaški rimskokatoliški duhovnik, in zrenjaninski škof, * 22. september 1977, Tavankut (Vojvodina, Srbija; tedaj: FLR Jugoslavija).

## Življenjepis

### Mladost in študij
Mirko Štefković se je rodil 24. septembra 1977 v Subotici očetu + Ivanu Štefkoviću in materi Dominiki, rojeni Ivanković  Duhovniško pot je nastopil tudi njegov brat. Mati je delala kot zakristanka v stolnici in on je kot otrok rad ministriral. Nato je bil v Subotici član Stolnega zbora Albe Vidaković, rad pa je hodil tudi k mladinskemu verouku.
V rodnem Tavankutu je obiskoval osnovno šolo, ki jo je končal v Žedniku. Srednjo šolo je končal kot zunanji dijak na subotiški škofijski klasični gimnaziji Paulinum.
Nato je služil vojaški rok v Nišu. Tam je hodil k nedeljski maši v tamkajšnjo Cerkev Srca Jezusovega in spoznaval majhno, toda življenjapolno skupnost, kjer se je počutil kot doma. Tamkajšnje redovnice – slovenske šolske sestre – so ga vedno pričakale s pogrnjeno mizo. Kmalu je začutil notranji klic na duhovniško pot. Po odsluženi vojaščini ga je škof poslal na študij v Rim. Prvo leto se je učil italijanščine in se seznanjal z duhovnim življenjem v semenišču in v skupnosti. Po tem pripravljalnem letu je v ustanovi "Casa Balthasar" sledilo tako imenovano apostolsko romanje, kjer sta z bratom vsak dan hodila v naslednji kraj oznanjat evangelij. Drugo leto je začel študirati filozofijo na Papeški univerzi Urbaniani, po diplomi pa je vpisal teologijo na Gregoriani, kjer je junija 2003 zaključil študij.
Bogoslovca Štefkovića iz subotiške stolne župnije sv. Terezije Avilske je v diakona posvetil subotiški škof Janez Penzeš 3. maja 2003 v jezuitski cerkvi Il Gesù. Na Petrovo – 29. junija 2004, je prejel duhovniško posvečenje.  Naslednje leto je preživel v dušnopastirskem delovanju v župniji Horgoš, kjer se je izpopolnjeval v madžarščini.  Istočasno je poučeval verouk na Tehniški šoli »Ivan Sarić« v Subotici.
2004 je odšel na podiplomski študij na Gregoriano.  Med tem študijem je eno leto opravljal službo prefekta na Papeškem zavodu Germanicumu, kjer je ostal šest let. Zadnji dve leti študija je deloval na neki rimski župniji.
20. junija 2006 je dosegel magisterij iz osnovnega bogoslovja. V svojem magistrskem delu je povezal dva novejša teologa: Hansa Ursa von Balthasarja in Petra Rousselota (1878-1915) glede vprašanja »deja vere«. Zanimalo ga je, kaj se mora zgoditi v človeku, da lahko reče "Verujem!" in stoji za tem, kar je povedal; nato, kako sta v človeku usklajena razum in zaupanje v nekaj in kdo ga presega; končno, kako so človeški dejavniki usklajeni med svobodo verske privolitve in varnostjo, ki temelji na spoznanju.

### Cerkvene službe
Po rimskem študiju se je Štefkovič vrnil v Subotico in sprejel službo škofijskega tajnika. 
Maja 2007 je postal urednik katoliškega mesečnika Zvonika. 
Urejeval ga je do marca  2016., a nasledil ga je duhovnik Dragan Muharem. Opravljal je tudi službo škofijskega obredarja.
Bil je član odbora za podelitev Nagrade Tomo Vereš za triletje 2010. – 2012.  Bil je tudi član ocenjevelnega sodišča na HosanaFestu. Pisal je za subotiški katoliški koledar Danica. 
2012 je na 18. splošnem zasedanju Mednarodne škofovske konference svetega Cirila in Metoda v začasni rezidenci sremskega škofa Đura Gašparovića v  Petrovaradinu od 5. do 7. novembra opravljal dolžnost pomočnika glavnega tajnika MŠK, medtem ko je bil njen tajnik zrenjaninski škof Ladislav Nemet.

## Škof
Papež Frančišek ga je imenoval 18. marca 2024 za škofa zrenjaninske (bečkereške) škofije.
Škofovsko posvečenje je potekalo 1. junija 2024 v bečkereški stolnici.

### Dejavnosti
V Mužlji, v fantovskem zavodu Emavs, ki ga letos še upravljajo slovenski salezijanci, je vodil srečanje birmancev bečkereške škofije na soboto, dne 20. aprila 2024. 
12. maja 2024 je bil zopet v Mužlji, kjer je birmal 32 birmancev.